# Галёво
Галёво — село в Воткинском районе Удмуртской Республики. Входит в состав муниципального образования Гавриловское.

## География
Село расположено в юго-восточной части Воткинского района, в 12 км к юго-востоку от Воткинска на берегу Воткинского водохранилища.

## Палеонтология
В 6,4 км от пристани села, на правом берегу реки Кама расположено одноимённое местонахождение окаменелостей пермского периода, также известное под названием Костоваты. В тетраподной зоне Ulemosaurus svijagensis уржумского яруса обнаружены остатки тараканообразных насекомых Kostovatoprisca acuminata и Kostovata catagrapha из отряда Reculida.

## История
С момента основания Воткинского завода в 1759 году его продукция отправлялась на пристань в селе Усть-Речка для транспортировки по Каме, а также на пристань в деревне Лапино, в устье Сивы, работавшую только во время паводка. В 1845—1846 годах по программе, разработанной И. П. Чайковским, в селе Галёво силами Воткинского завода была построена судостроительная пристань, существовавшая около 3 лет. В 1848 году на этой верфи достраивался пароход Астрабад.
В 1894 году было принято решение о выделении средств на строительство узкоколейной железнодорожной ветки для связи завода с Камой. В 1895 году была произведена закладка трассы, а запуск первой в Вятской губернии железной дороги, соединившей Воткинский завод и пристань в селе Галёво (на 5 км ниже Усть-Речки по течению Камы), состоялся 6 августа 1896 года. Трасса имела длину 19 вёрст 360 саженей. За деревней Беркуты начинался сложный трёхкилометровый участок спуска к Каме с перепадом высот около 100 м. Все поезда на первой удмуртской железной дороге числились товарными, поэтому проезд был бесплатным. Это привело к огромному спросу и росту числа пассажиров.
Пристани в Галёво и Усть-Речке были крупными предприятиями, где производились испытания произведённых Воткинским заводом судов и сдача их заказчику. Общий грузооборот двух пристаней оценивался в 2 млн пудов принимаемых и 0,7 млн пудов отправляемых грузов в год.
В 1900 году в Галёво началось строительство доменной печи, на которое было затрачено более 200 тыс. рублей. В связи с прекращением доменного производства на Воткинском заводе строительство было прекращено.
В 1905 году с пристани Галёво было отправлено 1035 тыс. пудов грузов на общую сумму 3,98 млн рублей.
В июле 1954 года был образован Галёвский сельсовет с центром в селе Галёво. Из-за строительства Воткинской ГЭС и формирования Воткинского водохранилища часть земель была затоплена, в связи с чем в 1968 году сельсовет переместился в деревню Беркуты и переименован в Беркутовский. Позднее сельсовет был переименован в Гавриловский.
Современное село практически исчезло и окружено дачными посёлками. Рядом с селом на берегу Камы находится учебно-спортивный центр ИжГТУ.

## Население
| 1913 | 2010 | 2012 |
| ---- | ---- | ---- |
| 1612 | ↘5   | ↘1   |

В 1913 году население села составляло 799 мужчин и 813 женщин.